# Comuna Velîka Rudka, Dîkanka
Velîka Rudka (în ucraineană Велика Рудка) este o comună în raionul Dîkanka, regiunea Poltava, Ucraina, formată din satele Fedorivka, Lanî, Mala Rudka, Stepanivka, Sudivka, Velîka Rudka (reședința) și Veselivka.

## Demografie
Componența lingvistică a comunei Velîka Rudka
     Ucraineană (92,65%)
     Rusă (4,87%)
     Alte limbi (0,09%)
Conform recensământului din 2001, majoritatea populației comunei Velîka Rudka era vorbitoare de ucraineană (92,65%), existând în minoritate și vorbitori de rusă (4,87%).